# Rusko kyrka
Rusko kyrka (finska: Ruskon kirkko ) är en medeltida stenkyrka belägen i Rusko, Finland. Kyrkan som är helgat åt S:ta Maria Magdalena ägs av Rusko församling och fungerar som församlingens huvudkyrka.

## Historia och arkitektur
Kyrkans långhus byggdes troligen omkring 1510–1530. Den östra gavelns tegeldekoration består av likarmade kors och fördjupningar. Den västra gaveln förnyades på 1600-talet. Invändigt har kyrkan ett skepp och fyra traver. Stjärnvalven påminner om de mellersta valven i Åbo domkyrka. Sakristian är äldre än själva kyrkorummet. Det finns två bevarade murade altaren i kyrkan. Huvudaltaret på östväggen och ett sidoaltare bredvid sakristians dörr på norra sidan. Detta är troligen Marialtaret och fungerar nu som fot för predikstolen. Bevarade sidoaltaren är inte så vanliga i Finland. En del av inredningen är rekonstruktioner från restaureringen 1927. Bänkkvarteren är försedda med dörrar. Träklockstapeln på kyrkans sydöstra sida är från 1744. Den nedre delen av klockstapeln är byggd av sten och inredd som bårhus 1927. Kyrkan helgades åt S:ta Maria Magdalena.
Vid kyrkan finns ett minnesmärke över biskop Magnus som var hemma från byn Merttelä i Rusko. Minnesmärket donerades av Amos Anderson 1929.

## Orgel
Kyrkans orgel har två manualer och pedal. Den är byggd 1972 av Orgelbyggeri Hans Heinrich.

## Restaurering
År 1927 gjordes en restaurering enligt ritningar av arkitekt R.W. Rancken.

### Skyddad miljö
År 2009 definierade Museiverket Rusko kyrkbacke som en av Finlands nationellt betydelsefulla byggda kulturmiljöer . Utöver kyrkan, klockstapeln, kyrkogården och lånemagasinet som ligger på en hög kulle, omfattar området kring den intilliggande stenbron över Ruskonjoki och Keskikylä och Nissi stomhemman på östra stranden av Ruskonjoki.

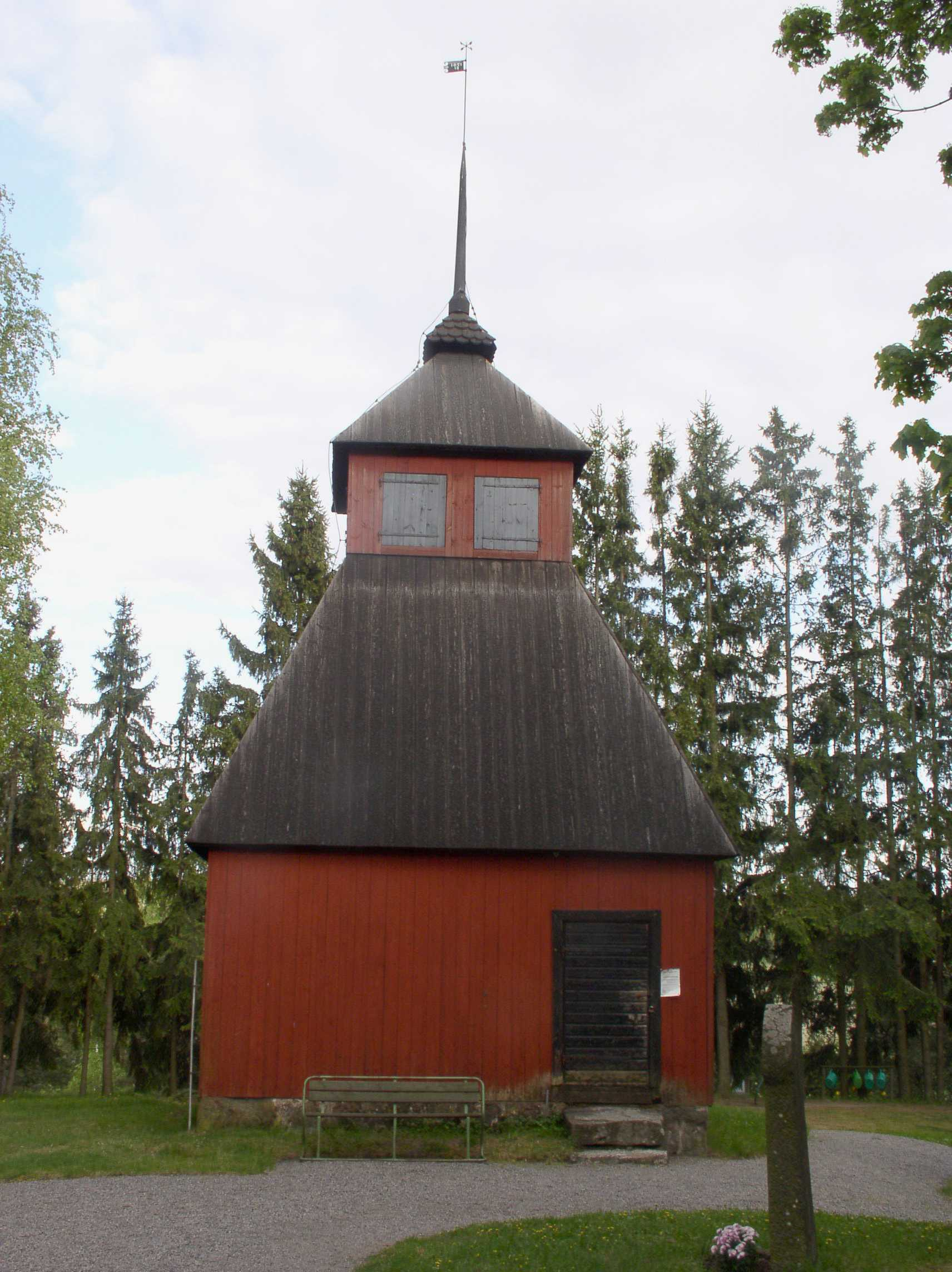
Klockstapeln vid Rusko kyrka från 1744.

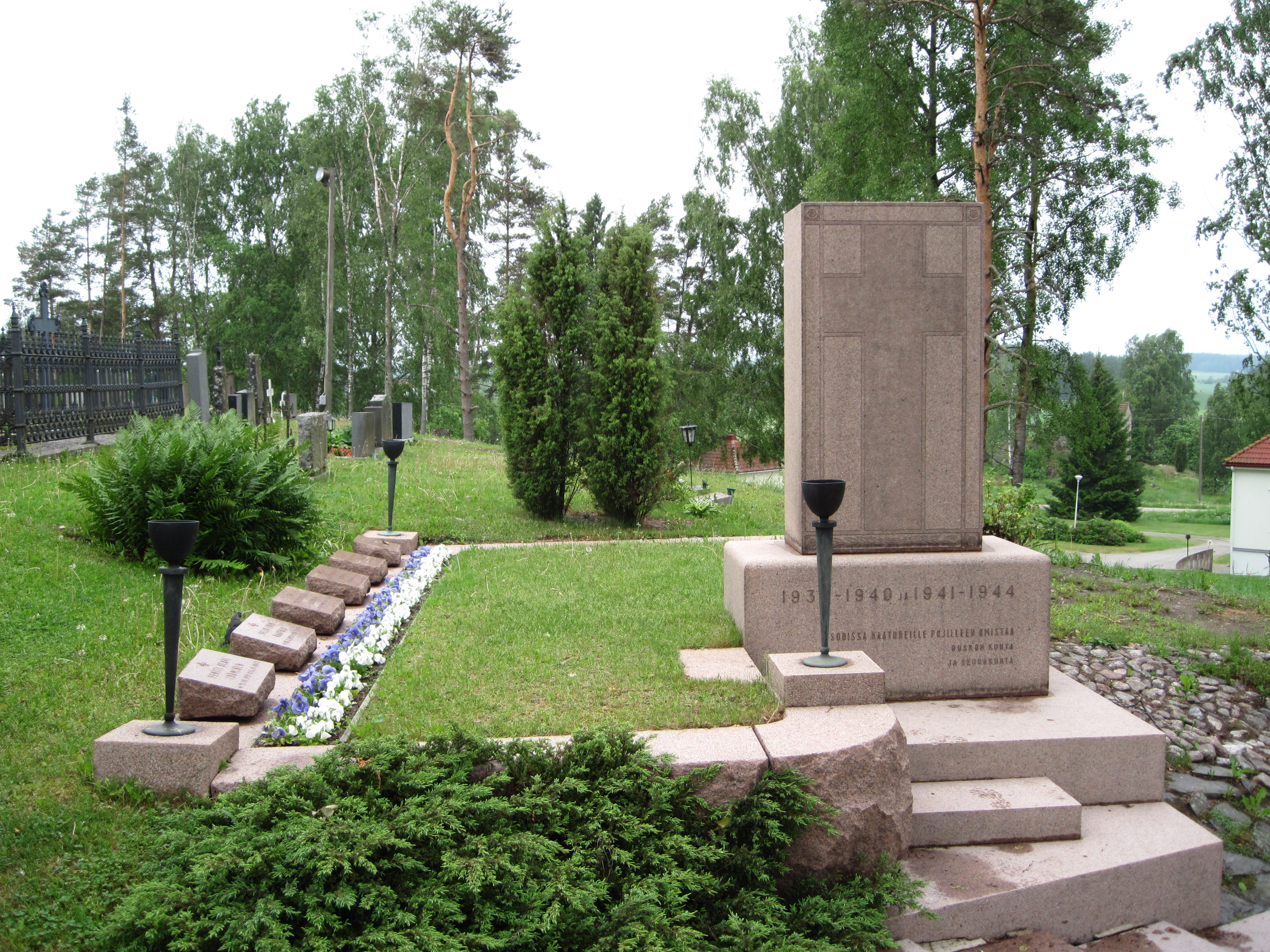
Rusko kyrka, hjältegravarna
Jag är uppståndelsen och livet, den som tror på mig skall leva även om han dör